# بیکینی خز راکل ولچ
بیکینی خز راکل ولچ به بیکینی پوشیده‌شده توسط راکل ولچ در فیلم بریتانیایی یک میلیون سال پ.م. اشاره دارد که در فیلم از جنس خز بود. از این بیکینی با عنوان «نخستین بیکینی نوع بشر» و «مد شاخص دههٔ ۱۹۶۰» یاد شده است.